# Louis Bedel
Pour les articles homonymes, voir Bedel.
Louis Bedel, né Louis Ernest Marie Bedel le 16 mai 1849 à Mantes-sur-Seine et mort le 26 janvier 1922 à Paris, est un entomologiste français.

## Biographie
Louis Bedel fait ses études à Nantes, puis à Paris où il a pour condisciple le futur entomologiste Maurice Sédillot (1849-1933). Son père lui fait participer à des sorties naturalistes où il rencontre de grands noms de l’histoire naturelle comme Alcide Dessalines d'Orbigny (1802-1857) et qui étaient fréquentées également par de futurs scientifiques comme Henry Le Chatelier (1850-1936), Henri d'Orbigny (1845-1915) qui deviendra son beau-frère en 1876, ou Pierre Émile Gounelle (1850-1914).
Il participe à la guerre de 1870 avant de continuer des études de droit. Bedel signe près de trois cents publications principalement consacrées aux coléoptères. Sa collection est conservée au Muséum national d'histoire naturelle.
En 1882, il reçoit le prix Jean-Dollfus de la Société entomologique de France pour Faune des coléoptères du bassin de la Seine.

## Distinctions
- Chevalier de la Légion d'honneur (1912).
- Chevalier de l'ordre du Mérite agricole.